# بطولة العالم للدراجات على المضمار 1904
بطولة العالم للدراجات على المضمار 1904 هي الدورة ال12 من بطولة العالم للدراجات على المضمار، أجريت في لندن، المملكة المتحدة.

## النتائج النهائية
| المسابقة                              | ذهبية                 | فضية                     | برونزية                   |
| ------------------------------------- | --------------------- | ------------------------ | ------------------------- |
| الرجال                                |                       |                          |                           |
| السرعة الفردية                        | إيفر لوسون (USA)      | Thorvald Ellegaard (DEN) | هنري ماير (GER)           |
| سباق مطاردة الدراجة النارية للهواة    | ليونارد ميريديث (GBR) | W.J. Pett (GBR)          | George A. Olley (GBR)     |
| سباق مطاردة الدراجة النارية للمحترفين | Robert Walthour (USA) | César Simar (FRA)        | Arthur Vanderstuyft (BEL) |